# Euplectromorpha nigromaculatus
Euplectromorpha nigromaculatus är en stekelart som först beskrevs av William Harris Ashmead 1904.  Euplectromorpha nigromaculatus ingår i släktet Euplectromorpha och familjen finglanssteklar. Inga underarter finns listade i Catalogue of Life.